# Saribujandi
Saribujandi is een bestuurslaag in het regentschap Simalungun van de provincie Noord-Sumatra, Indonesië. Saribujandi telt 1523 inwoners (volkstelling 2010).